# Onthophagus balawaicus
Onthophagus balawaicus là một loài bọ cánh cứng trong họ Bọ hung (Scarabaeidae).